# Kiragasur, Malavalli
Kiragasur là một làng thuộc tehsil Malavalli, huyện Mandya, bang Karnataka, Ấn Độ.